# Rissooidea
Rissooidea, tên ban đầu Rissoacea được đặt bởi Grey vào năm 1847, là một liên họ của một số loài ốc biển có kích thước nhỏ, thuộc nhánh Littorinimorpha.
Trước đây, Rissooidea được xem làm một liên họ với, với phần lớn các loài là ốc biển nhưng cũng có một số sinh sống ở nước ngọt và nước lợ. Tuy nhiên về sau, với các phân tích phát sinh loài của họ rissooidean và cingulopsoidean, Criscione F. & Ponder WF (2013) đã đặt ra liên họ Truncatelloidea chứa nhiều họ trước đây được đưa vào liên họ Rissooidea. Họ đã chỉ ra rằng Rissooidea không phải là đơn ngành, bao gồm hai nhánh chính là Rissooidea s.s. và Truncatelloidea. Các họ và chi nước ngọt, nước lợ và bán cạn được đặt dưới tên Truncatelloidea.

## Các họ
- Barleeiidae Gray, 1857
- Emblandidae Ponder, 1985
- Helicostoidae Pruvot-Fol, 1937
- Lironobidae Ponder, 1967
- †Mesocochliopidae Yu, 1987
- †Palaeorissoinidae Gründel & Kowalke, 2002
- Rissoidae Gray, 1847
- Rissoinidae Stimpson, 1865
- Zebinidae Coan, 1964

Các chi chưa được gán vào họ nào
- †Avardaria Ali-Zade, 1932
- †Choerina Brusina, 1882
- †Fossarulus Neumayr, 1869
- †Schuettemmericia Schlickum, 1961
- †Staadtiellopsis Schlickum, 1968
- †Zilchiola Kadolsky, 1993

Đồng nghĩa
- Anabathronidae Coan, 1964: synonym of Anabathridae Keen, 1971
- Ansolidae Slavoshevskaya, 1975: synonym of Barleeiidae Gray, 1857
- Barleeidae Gray, 1857: synonym of Barleeiidae Gray, 1857
- Coxielladda Iredale and Whiteley, 1938: belongs to the family Pomatiopsidae
- †Ctyrokya Schlickum, 1965 : belongs to the family Hydrobiidae
- Gabbia Tryon, 1865: synonym of Bithynia (Gabbia) Tryon, 1865, alternate representation of Bithynia Leach, 1818
- Rissoidea: misspelling of Rissooidea

## Hình ảnh

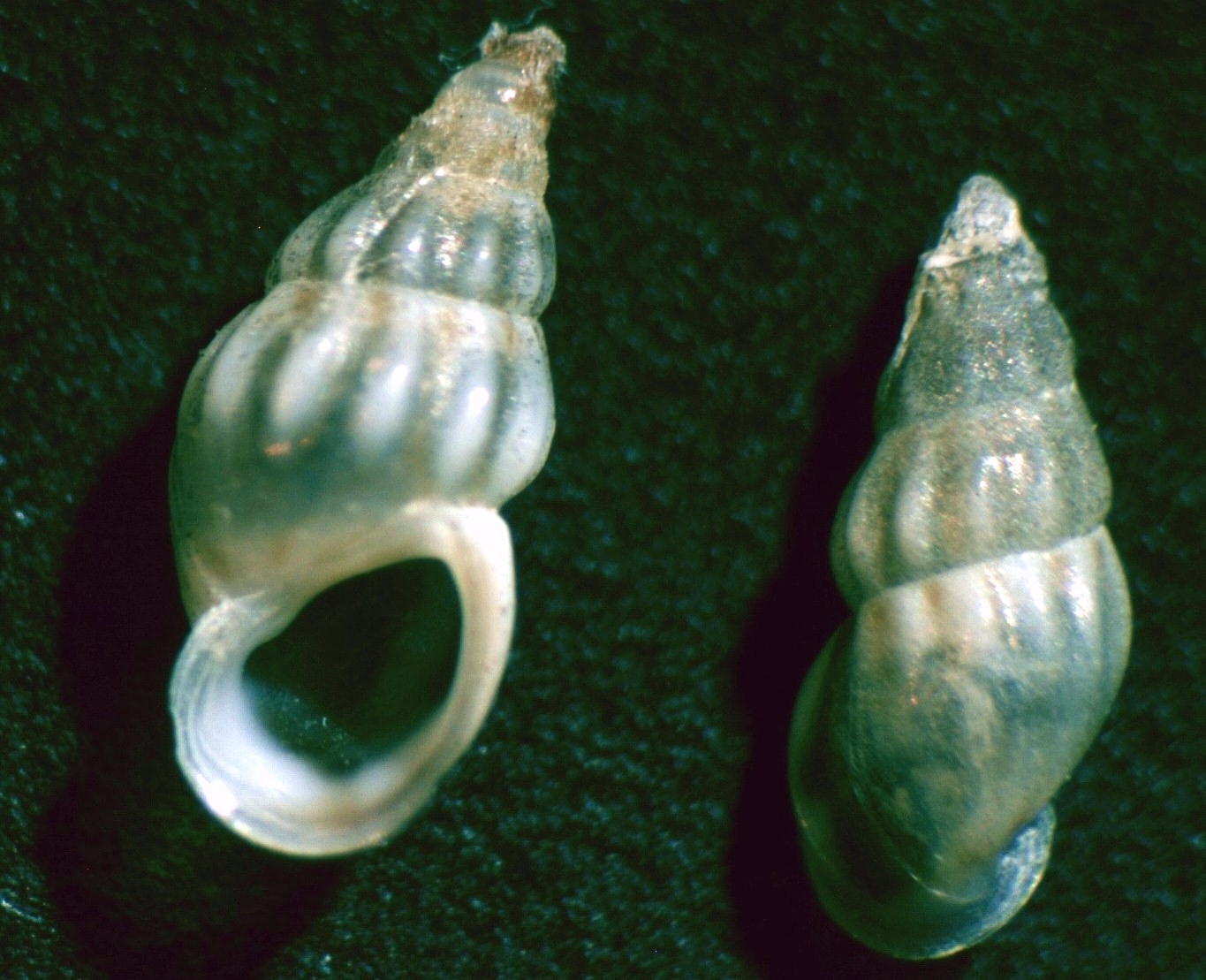
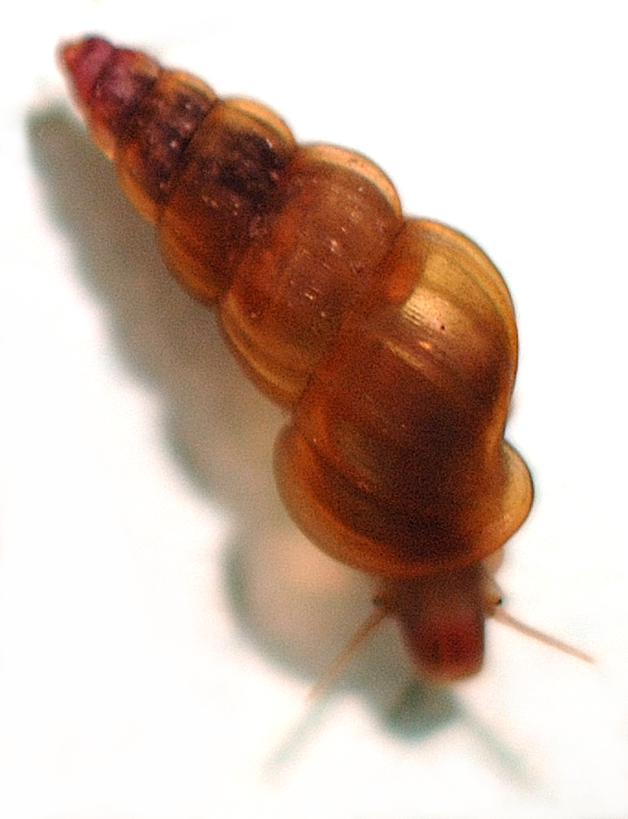